# Bombing the Bay
Bombing the Bay è uno split tra le punk rock band americane Swingin' Utters ed AFI pubblicato nel 1997.

## Formati

### 7"
1. Values Here (AFI) – 2:17
2. Annual Pimple ($wingin' Utter$)